# Juan Adán Morlán
Juan Adán Morlán (Tarassona, 1 de març de 1741 - Madrid, 14 de juny 1816) fou un escultor espanyol neoclàssic.
Estudia a Saragossa i es col·loca d'aprenent al taller de l'escultor José Ramírez de Arellano.
Es trasllada a Roma, on aconsegueix una pensió per a fer estudis. És nomenat membre de l'Acadèmia de Sant Lluc i és també a Roma on es casa amb Violante del Valle.
L'any 1774 és nomenat acadèmic de la Reial Acadèmia de Belles Arts de San Fernando de Madrid, i regressa el 1776, amb encàrrecs per a realitzar diversos retaules. Treballa a la Seu Nova de Lleida, Catedral de Granada i Catedral de Jaén. Són nombrosos els encàrrecs per a fer retrats de personatges rellevants i de la noblesa de l'època.
És nomenat l'any 1811 director de la Reial Acadèmia de Belles Arts de San Fernando així com escultor de càmera del rei Ferran VII l'any 1815.

## Obres
- Retrat de Carles IV d'Espanya
- Retrat de Maria Lluïsa de Parma
- Retrat de Manuel Godoy

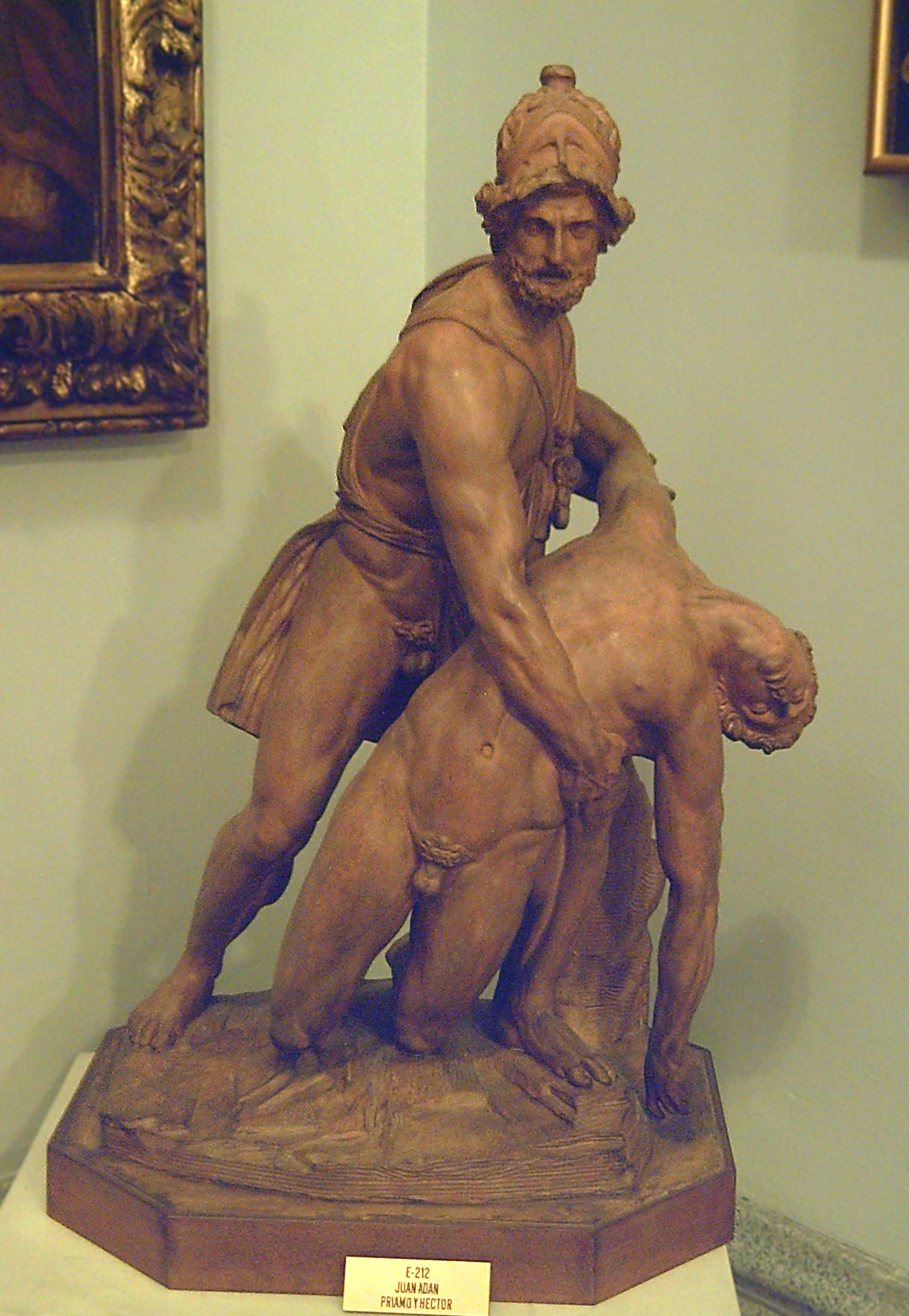
Príam i Hèctor (R.A.B.A.S.F., Madrid)

- Retrat del Duc de Alcúdia. Any 1794
- La Pietat. Col·legi dels PP Escolapis de Pozuelo d'Alarcón
- Sant Josep. Església de Sant Ginés. Madrid
- Crist crucificat. Església parroquial de Torrelavega
- Escultures als Jardins d'Aranjuez. 1793
- Príam i Hèctor. R.A.B.A.S.F., Madrid.